# Криптоклиды
Криптоклиды (лат. Cryptoclidus, буквально: скрытая ключица) — род вымерших морских рептилий из отряда плезиозавров, датируемый концом юрского периода (164—155 млн лет назад). Обитали на территории нынешней Англии, Франции и, возможно, Южной Америки. Целые скелеты Cryptoclidus eurymerus найдены в глинистых карьерах Оксфорда и Питерборо в Англии. Эта рептилия относилась к группе длинношеих плезиозавров и состояла в дальнем родстве с эласмозавром. Медлительный и сравнительно небольшой криптоклид, вероятно, нередко становился жертвой лиоплевродона и других крупных морских хищников.
Криптоклид — это плезиозавр средних размеров, длиной до 4 метров, из которых шея с головой составляют 2 метра. Криптоклиды имели длинную шею, плоскую голову и много острых зубов. Питались различной рыбой, ракообразными и аммонитами. Во время охоты он заплывал в крупный косяк рыб и, мотая из стороны в сторону своей двухметровой шеей, хватал жертв зубами.